# Tiếng Hixkaryana
Tiếng Hixkaryana là một ngôn ngữ Carib, được nói chỉ bởi hơn 500 người sống dọc theo sông Nhamundá, một phụ lưu của sông Amazon tại Brasil. Đây có thể là ngôn ngữ đầu tiên được mô tả là có cấu trúc tân–động–chủ (bởi nhà ngôn ngữ học Desmond C. Derbyshire).

## Âm vị
Tiếng Hixkaryana có những phụ âm say:
|          | Môi | Môi | Chân răng | Chân răng | Sau chân răng /Vòm | Sau chân răng /Vòm | Ngạc mềm | Thanh hầu |
| -------- | --- | --- | --------- | --------- | ------------------ | ------------------ | -------- | --------- |
| Mũi      | m   | m   | n         | n         | ɲ                  | ɲ                  |          |           |
| Tắc      | p   | b   | t         | d         | tʃ                 | ɟ                  | k        |           |
| Xát      | ɸ   | ɸ   | s         | s         | ʃ                  | ʃ                  |          | h         |
| Vỗ       |     |     | ɾ         | ɾ         | ɽˡ                 | ɽˡ                 |          |           |
| Tiếp cận |     |     |           |           | j                  | j                  | w        |           |

Các nguyên âm là /e/, /ɯ/, /u/, /ɔ/, và /æ/, được viết lần lượt là ⟨e⟩, ⟨ɨ⟩, ⟨u⟩, ⟨o⟩, và ⟨a⟩.